# Die große Überfahrt
Die große Überfahrt (französischer Originaltitel: La Grande Traversée) ist ein Comic der Asterix-Serie, der von René Goscinny geschrieben und von Albert Uderzo gezeichnet wurde. Der Comic erschien erstmals 1975 als 22. Band der Reihe. In ihm gelangen die beiden Helden Asterix und Obelix nach einem Sturm mit ihrem Boot an die Küste Nordamerikas, wo sie auf dort lebende Indianer treffen. Der Comic diente als Vorlage für den 1994 erschienenen Zeichentrickfilm Asterix in Amerika.

## Handlung
Der Fischhändler Verleihnix im gallischen Dorf hat keinen frischen Fisch mehr, weil der Ochsenkarren aus Lutetia wegen eines Streiks der Ochsenkarrenfahrer aufgrund zu hoher Heupreise nicht eingetroffen ist. Der Druide Miraculix benötigt diese Zutat jedoch dringend für den Zaubertrank. Asterix und Obelix beschließen daraufhin, mit einem Boot aufs Meer zu fahren, um Fische zu fangen. Obelix nimmt Asterix’ Aufforderung, das Netz hinauszuwerfen, allzu wörtlich. Ein Sturm verhindert ihre Rückkehr und so leidet insbesondere Obelix unter zunehmendem Hunger. Auf einem Piratenschiff können sie ein Geburtstagsbankett erbeuten, das Obelix bis auf einen Apfel schnell verzehrt. Sie geraten in einen erneuten Sturm und verlieren die Orientierung.
Nach einer längeren Reise gelangen sie an eine Küste und gehen an Land. Dort treffen sie auf unbekannte Tiere (Truthähne), die sie Gurugurus nennen, und seltsam bemalte Römer (Indianer): Sie sind in Amerika. Nach anfänglichen Verständigungsschwierigkeiten und nachdem sie ihre durch den Zaubertrank bewirkte Stärke demonstriert haben, werden sie in den Stamm aufgenommen und zur Jagd eingeladen. Als der Häuptling Obelix mit seiner Tochter verheiraten möchte, schleichen sie nachts davon, da Obelix nicht der Schwiegersohn eines Zenturios werden möchte. Ein für die Flucht benutztes Kanu erweist sich als leckgeschlagen, und so müssen sie sich schwimmend auf eine Insel retten.
Etwas später erreichen auch Wikinger unter Erik dem Blonden [sic!] die Küste. Diese halten Asterix und Obelix für Eingeborene und bieten ihnen Glasperlen zum Einschmeicheln an, haben aber auch Probleme bei der Verständigung. Lediglich Idefix und Eriks Dogge Møpsen freunden sich an. Als die Indianer sie entdecken, wollen Asterix und Obelix, die die Wikinger für Hausierer halten, mit Gewalt an Bord des Wikingerschiffes gehen, auf das sie die Wikinger ebenfalls mit Gewalt holen wollen. So stürmen alle auf das Schiff und mit Obelix’ Hilfe können sie schnell Abstand zur Küste gewinnen. Sie fahren zusammen ins winterliche Nordeuropa. Als die Wikinger zu Hause ankommen, will der Chef des Stamms, Ivar der Schreckliche [sic!], nicht glauben, dass Erik eine neue Welt entdeckt hat. Im Angesicht von Asterix, Idefix und Obelix schwinden aber seine Zweifel. Nach einem gemeinsamen Festmahl wollen sie die beiden opfern und dann in die neue Welt aufbrechen. Asterix und Obelix können jedoch mit Hilfe des gallischen Gefangenen Fortwienix nach einer „schønen Rauferei“ fliehen. Fortwienix hatte als Fischer das Pech, den Wikingern auf einem ihrer Raubzüge zu begegnen, und hilft Asterix und Obelix auf dem Rückweg, die benötigten Fische zu fangen. Sie gelangen wieder zurück in ihr Dorf und bringen die ersehnten Fische mit. Der Zaubertrank kann nun wieder gebraut werden und die Gallier feiern den guten Ausgang des Abenteuers bei einem Festmahl, bei dem Verleihnix den mitgebrachten Fisch verschmäht.

## Comic und Historie
Verleihnix lässt sich seinen Fisch per Ochsenwagen aus Lutetia liefern. Gallier verspeisten und verkauften allerdings damals hauptsächlich Lebensmittel, die in ihrer Region zu finden waren. Was sie sich importieren ließen, waren beispielsweise Wein oder Öle, aber Fisch zählte nicht dazu.
Im Indianerdorf ekelt sich Obelix, als man ihm Hund vorsetzt. Die historischen Gallier haben jedoch tatsächlich oft Hund gegessen, sogar öfter als Wildschwein.

## Veröffentlichung
Die Geschichte erschien 1975 als Vorabdruck in der Tageszeitung Sud-Ouest. Die Erstauflage des Buches La Grande Traversée erfolgte im selben Jahr bei Dargaud als Band 22 der Reihe. In Deutschland wurde die Geschichte erstmals in den Ausgaben 15/1975 bis 10/1976 des Magazins MV Comix gezeigt. Die deutsche Erstauflage des Buches erschien im Januar 1977 im Ehapa Verlag. Mit der Neuauflage 2002 erhielt dieser Band ein neues Titelbild.
Der Band erschien unter anderem auch auf Englisch, Spanisch, Türkisch sowie auf Plattdeutsch.